# Mistrzostwa Ameryki Południowej U-20 w piłce nożnej
Mistrzostwa Ameryki Południowej do lat 20 w piłce nożnej (hiszp. Campeonato Sudamericano de Fútbol Sub-20) – rozgrywki piłkarskie w Ameryce Południowej organizowane co dwa lata przez CONMEBOL (hiszp. CONfederación SudaMEricana de FútBOL) dla zrzeszonych reprezentacji krajowych do lat 20. Pełni funkcję kwalifikacji do mistrzostw świata U–20 – do światowego czempionatu awansują cztery najlepsze zespoły danej edycji turnieju południowoamerykańskiego.

## Historia
Zapoczątkowany został w 1954 roku przez CONMEBOL jako Mistrzostwa Ameryki Południowej do lat 19 w piłce nożnej. W turnieju uczestniczyły reprezentacje Brazylii, Chile, Ekwadoru, Kolumbii, Panamy, Paragwaju, Peru, Urugwaju i Wenezueli. Rozgrywki zostały rozegrane na stadionach Wenezueli. 9 drużyn najpierw zostały rozbite na dwie grupy, a potem czwórka najlepszych zespołów systemem kołowym wyłoniła mistrza. Pierwszy turniej wygrała reprezentacja Urugwaju.
Do 1975 roku turniej był organizowany dla reprezentacji do lat 19, a potem do lat 20. Do 1997 roku w każdej edycji liczba uczestników zmieniała się. W 1988 roku w mistrzostwach uczestniczyła nawet reprezentacja Izraela. Od 1997 roku w turnieju uczestniczy 10 drużyn, które najpierw dzieli się na dwie grupy, a potem czwórka najlepszych zespołów systemem kołowym walczy o miejsca na podium. Od 1997 CONMEBOL w finałach mistrzostw świata U-20 reprezentują cztery najlepsze zespoły.

## Finały
| Rok            | Gospodarz |           | Finał                                         | Finał                                | Finał                                |               | Mecz o 3 miejsce | Mecz o 3 miejsce | Mecz o 3 miejsce |  | Liczba finalistów |
| Rok            | Gospodarz | Mistrz    | Wynik                                         | Wicemistrz                           | Trzecie miejsce                      | Wynik         | Czwarte miejsce  |                  |                  |  | Liczba finalistów |
|                |           |           | Mistrzostwa Ameryki Południowej U–19          | Mistrzostwa Ameryki Południowej U–19 | Mistrzostwa Ameryki Południowej U–19 |               |                  |                  |                  |  |                   |
| -------------- | --------- | --------- | --------------------------------------------- | ------------------------------------ | ------------------------------------ | ------------- | ---------------- | ---------------- | ---------------- |  | ----------------- |
| 1954 Szczegóły | Wenezuela | Urugwaj   | format ligowy                                 | Brazylia                             | Wenezuela                            | format ligowy | Peru             | 9                |                  |  |                   |
| 1958 Szczegóły | Chile     | Urugwaj   | format ligowy                                 | Argentyna                            | Brazylia                             | format ligowy | Peru             | 6                |                  |  |                   |
| 1964 Szczegóły | Kolumbia  | Urugwaj   | format ligowy                                 | Paragwaj                             | Kolumbia                             | format ligowy | Chile            | 7                |                  |  |                   |
| 1967 Szczegóły | Paragwaj  | Argentyna | 2 - 2 losowanie                               | Paragwaj                             | Brazylia Peru                        |               |                  | 9                |                  |  |                   |
| 1971 Szczegóły | Paragwaj  | Paragwaj  | 1 - 1 na podstawie różnicy bramek w półfinale | Urugwaj                              | Argentyna Peru                       |               |                  | 9                |                  |  |                   |
| 1974 Szczegóły | Chile     | Brazylia  | 2 - 1                                         | Urugwaj                              | Paragwaj                             | 1 - 0         | Argentyna        | 9                |                  |  |                   |
| 1975 Szczegóły | Peru      | Urugwaj   | format ligowy                                 | Chile                                | Argentyna                            | format ligowy | Peru             | 6                |                  |  |                   |
|                |           |           | Mistrzostwa Ameryki Południowej U–20          |                                      |                                      |               |                  |                  |                  |  |                   |
| 1977 Szczegóły | Wenezuela | Urugwaj   | format ligowy                                 | Brazylia                             | Paragwaj                             | format ligowy | Chile            | 9                |                  |  |                   |
| 1979 Szczegóły | Urugwaj   | Urugwaj   | format ligowy                                 | Argentyna                            | Paragwaj                             | format ligowy | Brazylia         | 9                |                  |  |                   |
| 1981 Szczegóły | Ekwador   | Urugwaj   | format ligowy                                 | Brazylia                             | Argentyna                            | format ligowy | Boliwia          | 9                |                  |  |                   |
| 1983 Szczegóły | Boliwia   | Brazylia  | format ligowy                                 | Urugwaj                              | Argentyna                            | format ligowy | Boliwia          | 10               |                  |  |                   |
| 1985 Szczegóły | Paragwaj  | Brazylia  | format ligowy                                 | Paragwaj                             | Kolumbia                             | format ligowy | Urugwaj          | 10               |                  |  |                   |
| 1987 Szczegóły | Kolumbia  | Kolumbia  | format ligowy                                 | Brazylia                             | Argentyna                            | format ligowy | Urugwaj          | 9                |                  |  |                   |
| 1988 Szczegóły | Argentyna | Brazylia  | format ligowy                                 | Kolumbia                             | Argentyna                            | format ligowy | Paragwaj         | 11               |                  |  |                   |
| 1991 Szczegóły | Wenezuela | Brazylia  | format ligowy                                 | Argentyna                            | Urugwaj                              | format ligowy | Paragwaj         | 10               |                  |  |                   |
| 1992 Szczegóły | Kolumbia  | Brazylia  | format ligowy                                 | Urugwaj                              | Kolumbia                             | format ligowy | Ekwador          | 8                |                  |  |                   |
| 1995 Szczegóły | Boliwia   | Brazylia  | format ligowy                                 | Argentyna                            | Chile                                | format ligowy | Ekwador          | 9                |                  |  |                   |
| 1997 Szczegóły | Chile     | Argentyna | format ligowy                                 | Brazylia                             | Paragwaj                             | format ligowy | Urugwaj          | 10               |                  |  |                   |
| 1999 Szczegóły | Argentyna | Argentyna | format ligowy                                 | Urugwaj                              | Brazylia                             | format ligowy | Paragwaj         | 10               |                  |  |                   |
| 2001 Szczegóły | Ekwador   | Brazylia  | format ligowy                                 | Argentyna                            | Paragwaj                             | format ligowy | Chile            | 10               |                  |  |                   |
| 2003 Szczegóły | Urugwaj   | Argentyna | format ligowy                                 | Brazylia                             | Paragwaj                             | format ligowy | Chile            | 10               |                  |  |                   |
| 2005 Szczegóły | Kolumbia  | Kolumbia  | format ligowy                                 | Brazylia                             | Argentyna                            | format ligowy | Chile            | 10               |                  |  |                   |
| 2007 Szczegóły | Paragwaj  | Brazylia  | format ligowy                                 | Argentyna                            | Urugwaj                              | format ligowy | Chile            | 10               |                  |  |                   |
| 2009 Szczegóły | Wenezuela | Brazylia  | format ligowy                                 | Paragwaj                             | Urugwaj                              | format ligowy | Wenezuela        | 10               |                  |  |                   |
| 2011 Szczegóły | Peru      | Brazylia  | format ligowy                                 | Urugwaj                              | Argentyna                            | format ligowy | Ekwador          | 10               |                  |  |                   |
| 2013 Szczegóły | Argentyna | Kolumbia  | format ligowy                                 | Paragwaj                             | Urugwaj                              | format ligowy | Chile            | 10               |                  |  |                   |
| 2015 Szczegóły | Urugwaj   | Argentyna | format ligowy                                 | Kolumbia                             | Urugwaj                              | format ligowy | Brazylia         | 10               |                  |  |                   |
| 2017 Szczegóły | Ekwador   | Urugwaj   | format ligowy                                 | Ekwador                              | Wenezuela                            | format ligowy | Argentyna        | 10               |                  |  |                   |
| 2019 Szczegóły | Chile     | Ekwador   | format ligowy                                 | Argentyna                            | Urugwaj                              | format ligowy | Kolumbia         | 10               |                  |  |                   |
| 2023 Szczegóły | Kolumbia  | Brazylia  | format ligowy                                 | Urugwaj                              | Kolumbia                             | format ligowy | Ekwador          | 10               |                  |  |                   |
| 2025 Szczegóły | Wenezuela | Brazylia  | format ligowy                                 | Argentyna                            | Kolumbia                             | format ligowy | Paragwaj         | 10               |                  |  |                   |

## Statystyki
| Lp. | Drużyna   | Mistrz | Wicemistrz | Lata triumfów                                                                |
| --- | --------- | ------ | ---------- | ---------------------------------------------------------------------------- |
| 1.  | Brazylia  | 13     | 7          | 1974, 1983, 1985, 1988, 1991, 1992, 1995, 2001, 2007, 2009, 2011, 2023, 2025 |
| 2.  | Urugwaj   | 8      | 7          | 1954, 1958, 1964, 1975, 1977, 1979*, 1981, 2017                              |
| 3.  | Argentyna | 5      | 8          | 1967, 1997, 1999*, 2003, 2015                                                |
| 4.  | Kolumbia  | 3      | 2          | 1987*, 2005*, 2013                                                           |
| 5.  | Paragwaj  | 1      | 5          | 1971*                                                                        |
| 6.  | Ekwador   | 1      | 1          | 2019                                                                         |
| 7.  | Chile     | 0      | 1          |                                                                              |

* = jako gospodarz.